# Васильевка (район имени Лазо)
В Бикинском районе Хабаровского края тоже есть село Васильевка.
Васи́льевка — село в районе имени Лазо Хабаровского края России. Входит в состав Марусинского сельского поселения.

## География
Село Васильевка стоит в двух километрах от правого берега реки Хор.
Дорога к селу Васильевка идёт на юго-восток от посёлка Переяславка через сёла Екатеринославка и Георгиевка. Расстояние до районного центра посёлка Переяславка около 34 км.
На север от Васильевки идёт дорога к административному центру сельского поселения селу Марусино, расстояние около 14 км.
На юго-восток от Васильевки идёт дорога к Второму Сплавному Участку.

## Население
| 1992 | 2002 | 2010 | 2011 | 2012 | 2021 |
| ---- | ---- | ---- | ---- | ---- | ---- |
| 131  | ↘117 | ↘98  | →98  | ↘97  | ↗108 |

## Улицы
- пер. Ключевой,
- пер. Поскотина,
- ул. Центральная.

## Экономика
Жители занимаются сельским хозяйством.